# Luann Ryon
Luann Ryon (n. 13 ianuarie 1953, Long Beach, California, SUA – d. 27 decembrie 2022, Riverside, California, SUA) a fost o arcașă ce a reprezentat Statele Unite ale Americii, medaliată olimpică. A participat la o ediție a Jocurilor Olimpice (1976) în care a câștigat o medalie de aur.

## Participări
Lista de mai jos prezintă principalele competiții la care a participat Luann Ryon de-a lungul carierei.
- archery at the 1976 Summer Olympics – women's individual[*]